# أوليغ فيرنايف
أوليغ يوريوفيتش فيرنايف (الأوكراني: Олег Юрійович Верняєв ؛ من مواليد 29 سبتمبر 1993) هو لاعب جمباز فني أوكراني، وبطل أولمبي في حدث القضبان المتوازية لعام 2016 وحاصل على الميدالية الفضية الشاملة في حدث الفردي. هو أيضًا بطل العالم في 2014، وبطل فردي شامل في أوروبا لعام 2015 وبطل الفردي الأوروبي عام 2017.
في يوليو 2021 أعلن منعه من المنافسة حتى عام 2024 بسبب اختبار إيجابي لمادة الميلدونيوم المحظورة، أعرب فيرنييف عن نيته استئناف قرار التعليق أمام محكمة التحكيم الرياضية . معتبرا أنه لم يتم العثور على الميلدونيوم في الاختبارات اللاحقة. اعترف بوجود الدواء في جسده ، لكنه قال إنه لا يعرف كيف وصل إلى هناك.